# Shō Shin
Shō Shin (尚真?) (1465-1526) fue un rey del reino Ryūkyū, el tercero de la línea de la Segunda Dinastía Shō. El prolongado reinado de Shō Shin ha sido denominado "los grandes días de Chūzan", un periodo caracterizado por una gran paz y prosperidad. Era hijo de Shō En, el fundador de la dinastía, por parte de Yosoidon, la segunda esposa de Shō En, a menudo se le conocía como la reina madre. Sucedió a su tío, Shō Sen'i, quien fue obligado a abdicar en su favor.

## Reinado
Gran parte de la organización fundacional de la administración y economía del reino se puede rastrear a los desarrollos que ocurrieron duranto el reinado de Shō Shin. Mientras que el gobierno se hizo más institucionalizado y organizado, los aji (señores locales) gradualmente perdieron poder e independencia, volviéndose más ligados al gobierno central en Shuri. Para fortalecer el control central sobre el reino y para prevenir la insurrección de parte de los aji, Shō Shin reunió las armas de todos los aji para ponerlas al servicio de la defensa del reino, y ordenó a los aji hacer sus residencias en Shuri. Los señores separados de sus tierras y de su gente eran mucho menos capaces de actuar independientemente o de organizar una rebelión y, con el tiempo, sus conexiones emocionales a Shuri crecieron, mientras que aquellas con sus territorios se debilitaban. Las residencias en Shuri de los aji fueron divididas en tres distritos -cada uno para aquellos que venían de las áreas norte, centro y sur de la isla de Okinawa, que previamente habían sido los reinos independientes de Hokuzan, Chūzan y Nanzan respectivamente. Estas regiones fueron ahora renombradas Distrito de Kunigami, Distrito de Nakagami y Distrito de Shimajiri, respectivamente, nombres que siguen usándose hoy en día. A través del matrimonio, la residencia en Shuri y otros factores, los aji llegaron a integrarse más como una clase, asociados más de cerca con la vida, costumbres y política de Shuri, y menos apegados a sus identidades territoriales ancestrales.
Los ají encargaron sus labores a los llamados ají okite (按司掟), para administrar sus tierras en su nombre, y algunos años más tarde se estableció un sistema de jito dai (地頭代), agentes enviados por el gobierno central para supervisar los territorios periféricos. A algunos ají de las regiones del norte se les permitió permanecer allí, sin mudarse a Shuri, ya que eran demasiado poderosos para que el rey los obligara a obedecer en los asuntos correspondientes; Sin embargo, el tercer hijo del rey fue nombrado Guardián del Norte y se le otorgó autoridad para mantener la paz y el orden en la región.
El dialecto Shuri del idioma de Okinawa utilizado por administradores y burócratas se estandarizó, por lo que dio paso a que comenzara una edad de oro de la poesía y la literatura en el Reino. Los primeros volúmenes de Omoro Sōshi, una colección de poemas, canciones y cánticos que reflejan la tradición oral centenaria y los acontecimientos contemporáneos, se completaron en 1532. Junto con los volúmenes posteriores, el Omoro Sōshi se convertiría en una de las principales fuentes primarias para los historiadores modernos que estudian la historia del reino.
El proceso de trasladar el ají a Shuri también provocó cambios importantes en la ciudad, incluida la construcción de muchas puertas, pabellones, lagos, puentes, monumentos y jardines. Llegó a haber una gran demanda de albañiles, carpinteros y otros, así como de una gran variedad de bienes y materiales, importados por cada ají de sus propios territorios. La isla de Okinawa rápidamente se integró más económicamente, con bienes y mano de obra viajando hacia y desde Shuri y la vecina ciudad portuaria de Naha. La integración económica permitió que los territorios se especializaran más y la producción de artículos de lujo se expandió significativamente. Varios tipos de horquillas para el cabello y otros adornos se convirtieron en elementos estándar de la moda de los cortesanos y burócratas, se importaron nuevas técnicas para producir y tejer seda, y el uso de oro, plata, laca y seda se volvió más común entre la gente del pueblo. La urbanización condujo a una mayor prosperidad para los mercaderes, comerciantes, cortesanos, ciudadanos y otros.
También se erigieron muchos monumentos, templos y otras estructuras durante el próspero reinado de Shō Shin. Se construyó un nuevo edificio de palacio, al estilo chino, y los rituales y ceremonias de la corte se modificaron y ampliaron dramáticamente, emulando los modos chinos. Se colocaron un par de "Pilares de Dragón" de piedra alta en la entrada del palacio, no siguiendo modelos chinos, coreanos o japoneses, sino siguiendo los de Tailandia y Camboya, lo que refleja, como señala Kerr, el alcance y la extensión del comercio de Okinawa. y el carácter cosmopolita de la capital en este momento. El templo budista Enkaku-ji se construyó en 1492, Sōgen-ji se amplió en 1496 y en 1501 se completó Tamaudun, el complejo del mausoleo real. Shō Shin solicitó con éxito a la corte real coreana, varias veces, que le enviara volúmenes de textos budistas.
En el trigésimo año de su reinado, se erigió una estela en los terrenos del castillo de Shuri, que enumeraba once distinciones de la época enumeradas por la corte. funcionarios Una reproducción de esta estela, destruida en la batalla de Okinawa de 1945, por parte de las Fuerzas estadounidenses, junto con el castillo, los cuales se encuentran hoy en los terrenos del mismo.

## Últimos años de reinado
El reinado de Shō Shin también vio la expansión del control del reino sobre varias de las islas Ryukyu periféricas. Los barcos de Okinawa comenzaron a fines del siglo XV a frecuentar Miyakojima y las islas Yaeyama; Luego de una serie de disputas entre los señores locales en las islas Yaeyama que estallaron en 1486, Shō Shin en 1500 envió fuerzas militares para sofocar las disputas y establecer el control sobre las islas. Kumejima quedó bajo el firme control de Shuri, y se establecieron oficinas de enlace en Miyako y Yaeyama, en 1500 y 1524 respectivamente.
Shō Shin también efectuó cambios significativos en la organización del culto nativo noro (巫女, sacerdotisas de la aldea) y su relación con el gobierno. Le debía la abdicación de su tío a él, y su propia sucesión de él a su hermana de él, el noro de la familia real, una posición especial conocida como kikoe-ōgimi. Estableció una nueva residencia para los kikoe-ōgimi (聞得大君) justo afuera de las puertas del castillo, y erigió altos muros en 1519 alrededor del Sonohyan Utaki, el espacio sagrado y el hogar sagrado que lo acompañaba. Se estableció un sistema mediante el cual el rey y los kikoe-ōgimi designaron noros locales en todo el reino, vinculando este elemento de la religión nativa de Ryukyuan a sistemas formales de autoridad bajo el gobierno.

## Muerte
Después de un reinado de cincuenta años, Shō Shin murió en 1526 y fue sucedido por su hijo Shō Sei. Se dice que después de un reinado tan largo, los funcionarios encontraron dificultades para determinar la forma adecuada de llevar a cabo el funeral real, los rituales de sucesión y otras importantes ceremonias relacionadas.

## En la cultura popular
En la película de 1986, Karate Kid parte II, éste rey es mencionado en un diálogo de la cinta, en donde se hace referencia al castillo que este mismo poseía y que fue parcialmente destruido en el contexto de la campaña del Pacífico de la Segunda Guerra Mundial.